# Nora Prentiss
Nora Prentiss ist ein US-amerikanischer Kriminalfilm aus dem Jahr 1947 von Vincent Sherman mit Ann Sheridan in der Titelrolle. Der Film wurde von Warner Bros. produziert und zählt zum Subgenre des Film noir.

## Handlung
Schwer bewacht wird ein Mann in das Polizeipräsidium von San Francisco eingeliefert. Ihm wird der Mord an dem bekannten Arzt Dr. Talbot vorgeworfen. Trotz intensiver Befragung schweigt er. Später geht er gedanklich die Vorfälle durch, die zu seiner Situation geführt haben.
Dr. Talbot führt ein durchstrukturiertes Leben mit seiner Frau Lucy und den Kindern Bonita und Gregory. Als er den Patienten Walter Bailey für seinen abwesenden Partner Dr. Merriam behandelt, macht er diesen später auf sein Versäumnis aufmerksam. Danach untersucht er eine junge Frau, die bei einem Verkehrsunfall verletzt wurde. Es ist die Nachtclubsängerin, Nora Prentiss, die sich von ihm nach Hause bringen lässt.
Talbot sucht den Nachtclub auf, in dem Nora auftritt. Er versichert ihr, dass er nicht auf eine Affäre aus sei, dennoch lädt er sie am nächsten Tag zu einer Fahrt zu deiner Waldhütte ein. Dort verbringen die beiden eine Liebesnacht.
Talbots Familie beginnt sich wegen seinem unvorhersehbaren Verhaltens Sorgen zu machen. Er vergisst beinahe den Geburtstag seiner Tochter und vernachlässigt seine Patienten. Nora bemerkt Talbots Probleme und will die Beziehung beenden, doch Talbot will mit ihr wegziehen. Als er bei einer Operation Fehler macht, will Nora ihn zu seinem eigenen Besten verlassen. Talbot will seiner Frau einen Abschiedsbrief schreiben, wird jedoch von Bailey unterbrochen, der medizinische Hilfe braucht. Bevor Talbot etwas unternehmen Jannik, bricht Bailey zusammen und stirbt an einem Herzanfall. Talbot hat eine Idee, er bugsiert Bailey in sein Auto und lässt dieses eine Klippe herunterstürzen. So soll es aussehen, als sei Talbot gestorben. Dann verlässt er mit Nora die Stadt.
Lucy sucht Dr. Merriam auf. Ihr ist schleierhaft, warum ihr Mann vor seinem Tod große Geldsummen von der Bank abgehoben hat. In Talbots Büro findet Merriam den begonnenen Brief. Er glaubt, Talbot sei erpresst und umgebracht worden. In New York erfährt Talbot von den Morduntersuchungen. Nora, die nichts von Talbots Tat weiß, beschwert sich, dass er nicht unter Leute gehen will. Nach einem Streit willigt er ein, mit ihr einen Nachtclub ihres ehemaligen Chefs Phil Dinardo zu besuchen. Dort glaubt er, einen Bekannten gesehen zu haben und eilt mit Nora hinaus. Nora zwingt Talbot, ihr alles zu erklären. Nach seinem Geständnis will sie bei ihm bleiben und ein Engagement in Dinardos Nachtclub beginnen.
Talbot beginnt zu trinken und wird auf Dinardo eifersüchtig. Als er dazukommt, als Dinardo Nora bittet ihn zu heiraten, kommt es zu einem Kampf. Talbot ergreift die Flucht und wird von der Polizei verfolgt. Er baut einen Unfall und erleidet schwere Verbrennungen. Zwar heilen seine Wunden, doch sein Gesicht hat sich stark verändert.
Talbot wird verhaftet und für den Mord an sich selber angeklagt. Während der Verhandlung verzichtet er darauf, sich zu verteidigen und wird für schuldig befunden. Nora bittet ihn alles aufzuklären, doch er weigert sich und nimmt ihr das Versprechen ab zu schweigen. Nora verlässt das Gefängnis und wird von Dinardo erwartet.

## Produktion
Gedreht wurde der Film vom 14. Januar bis zum 22. April 1946 in San Francisco (The Embarcadero, Ferry Building, Palace of Fine Arts) sowie in den Warner-Studios in Burbank.

## Stab und Besetzung
Anton Grot war der Art Director, William Travilla der Kostümbildner. Musikalischer Direktor war Leo F. Forbstein.
In kleinen nicht im Abspann erwähnten Nebenrollen traten John Alvin, Brooks Benedict, Georgia Caine, Bess Flowers, Harold Miller, John Newland und Tom Wilson auf.

## Veröffentlichung
Die Premiere des Films fand am 7. Februar 1947 in Philadelphia statt. In der Bundesrepublik Deutschland wurde er am 2. November 1963 im deutschen Fernsehen ausgestrahlt.

## Kritiken
Das Lexikon des internationalen Films schrieb: „Existentialistisch angehauchtes Krimi-Melodram der „Schwarzen Serie“; solide inszeniert und ausgezeichnet fotografiert.“
Bosley Crowthers von der The New York Times bezeichnete die Produktion als Filmemachen, wie es schlechter nicht sein könne, mit einer Ann Sheridan, die die Nachtclubsängerin altmodisch spiele und einem Kent Smith als verliebten Telegrafenmast.
Der TV Guide hingegen sah in dem Film einen attraktiven Vertreter des Film noir. Der als Frauenfilm konzipierte Film weise eine unübliche Geschichte und eine expressionistische Kameraarbeit auf.